# Helodium paludosum
Helodium paludosum là một loài Rêu trong họ Thuidiaceae. Loài này được (Austin) Broth. mô tả khoa học đầu tiên năm 1908.